# Victor Harbor Road
Die Victor Harbor Road ist eine Fernstraße im Südosten des australischen Bundesstaates South Australia. Sie verbindet auf der Fleurieu-Halbinsel die Main South Road bei Old Noarlunga mit der Hafenstadt Victor Harbor an der Südküste der Halbinsel.

## Verlauf
Von Old Noarlunga aus führte die Straße ursprünglich nach Südosten durch die Stadt McLaren Vale und von dort direkt nach Süden durch Willunga, bevor sie in einer steilen, kurvigen Auffahrt die Felsstufe südlich der Siedlung, die Teil der Mount Lofty Ranges ist, überwand. Diese Rampe war als Willunga Hill bekannt.
Seit 1970 führt eine Ortsumgehung westlich an McLaren Vale und Willunga vorbei und durch die Weinberge westlich der Siedlung. Eine vierspurige Strecke erklimmt die Felsstufe. Die alte Straße wird nun Old Willunga Hill Road genannt und dient gelegentlich der Austragung von Radrennen, z. B. als Teil der Tour Down Under.
Nach dem Willunga Hill erreicht die neue Straße wieder die alte Trasse. Sie führt in mäßigem Gefälle nach Mount Compass hinunter. 3 km weiter südlich zweigt die Mount Compass Goolwa Road ab, die zur Mündung des Murray River in Goolwa führt. Nach weiteren 26 km durch hügliges Terrain und die Küstenebene erreicht die Victor Harbor Road die Hafenstadt Victor Harbor.

## Verkehrssicherheit
In den letzten Jahren nahm der Verkehr auf dieser Straße schnell zu, da die Küstensiedlungen zwischen Victor Harbor und  Goolwa immer dichter besiedelt wurde. Die Folge waren steigende Unfallzahlen: In den Jahren 2000–2004 starben auf dieser Strecke 14 Autofahrer und 163 wurden verletzt. Daher wurden seit 2004 umfangreiche Maßnahmen ergriffen: Die Straße wurde neu asphaltiert, Überholspuren angebracht, geschwindigkeitsbegrenzte Bereiche eingerichtet und Überwachung durch die Polizei verstärkt.
Die Royal Automobile Association (RAA) vergab 4,5 von 10 möglichen Punkten an die Strecke. Dies bedeutet, dass wichtige Mindeststandards nicht eingehalten werden. Der RAA schlägt einen Ausbau auf vier Fahrspuren mit getrennten Fahrtrichtungen vor, der die Sicherheit merklich erhöhen würde.